# Punktierter Gilbweiderich
Der Punktierte Gilbweiderich (Lysimachia punctata), auch Punkte-Gilbweiderich, Goldfelberich oder Drüsiger Gilbweiderich genannt, ist eine Pflanzenart in der Unterfamilie der Myrsinengewächse (Myrsinoideae) innerhalb der Familie der Primelgewächse (Primulaceae). Er wird als Zierpflanze in Parks und Gärten verwendet.
Der Punktierte Gilbweiderich unterscheidet sich vom ähnlichen Gewöhnlichen Gilbweiderich durch sein Indument und die andere Form des Blütenstandes.

## Beschreibung

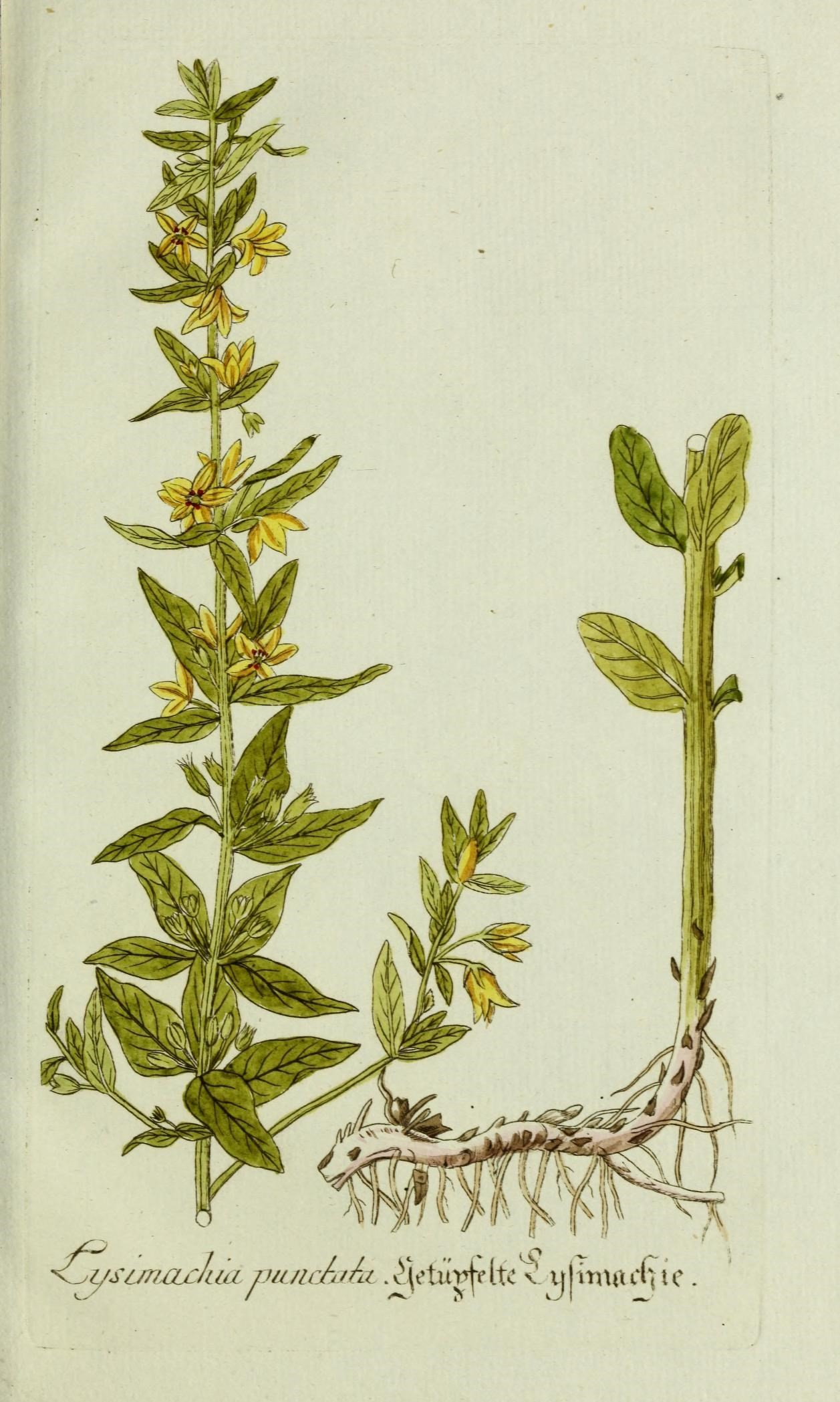
Illustration aus Plantarum indigenarum et exoticarum icones ad vivum coloratae, oder Sammlung nach der Natur gemalter Abbildungen inn- und ausländischer Pflanzen, für Liebhaber und Beflissene der Botanik

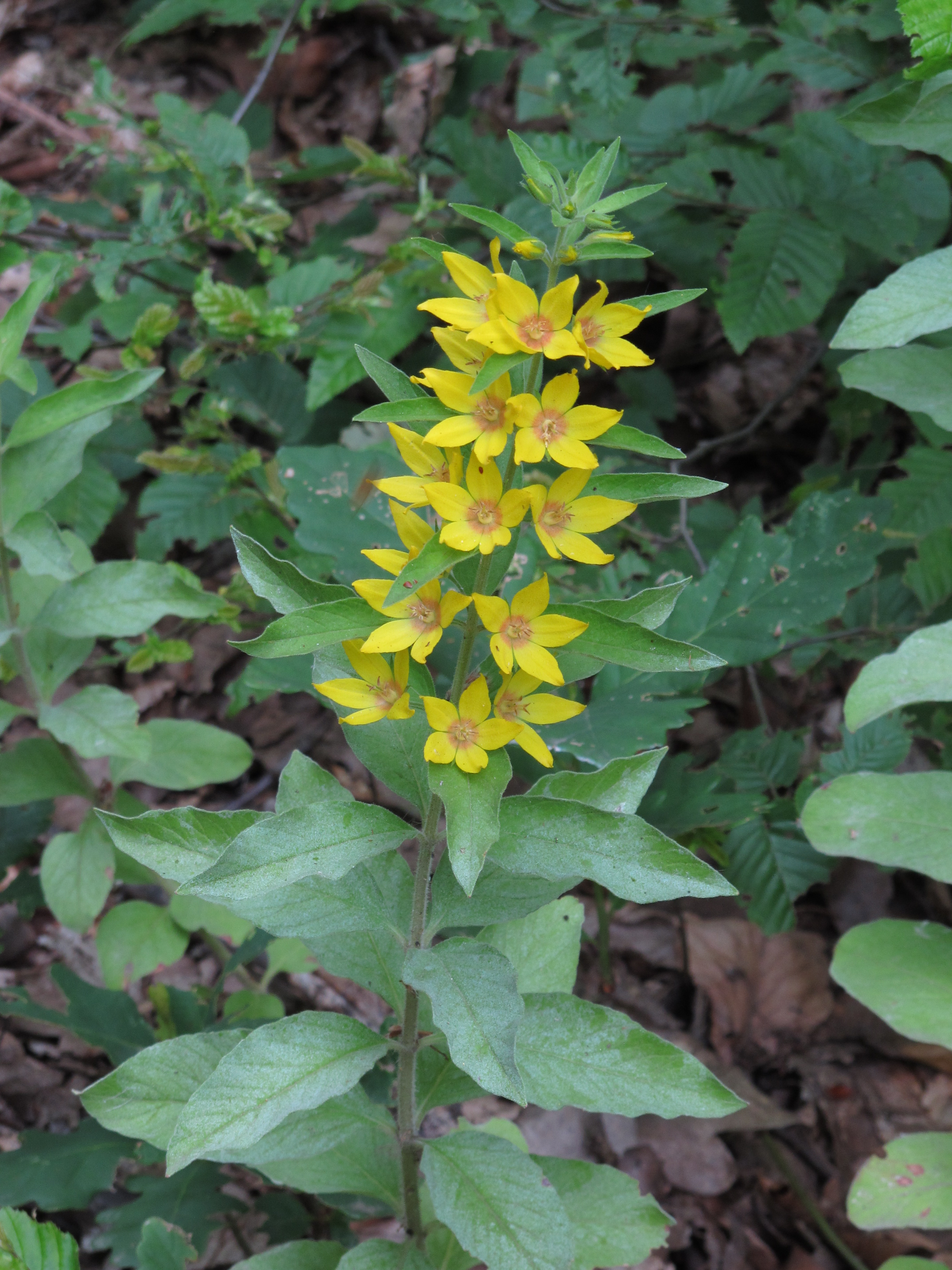
Habitus

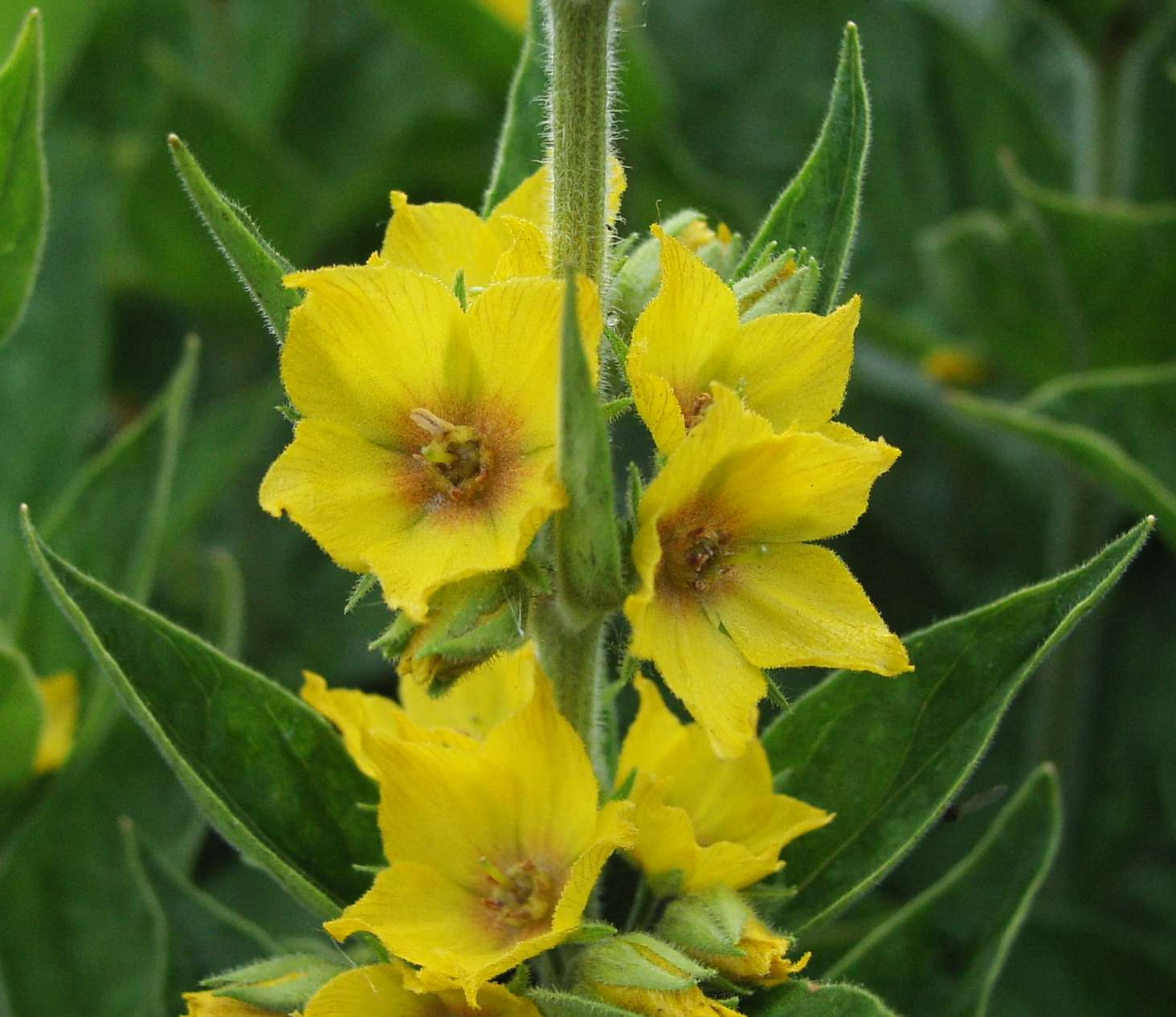
Behaarte Stängel und Blüten

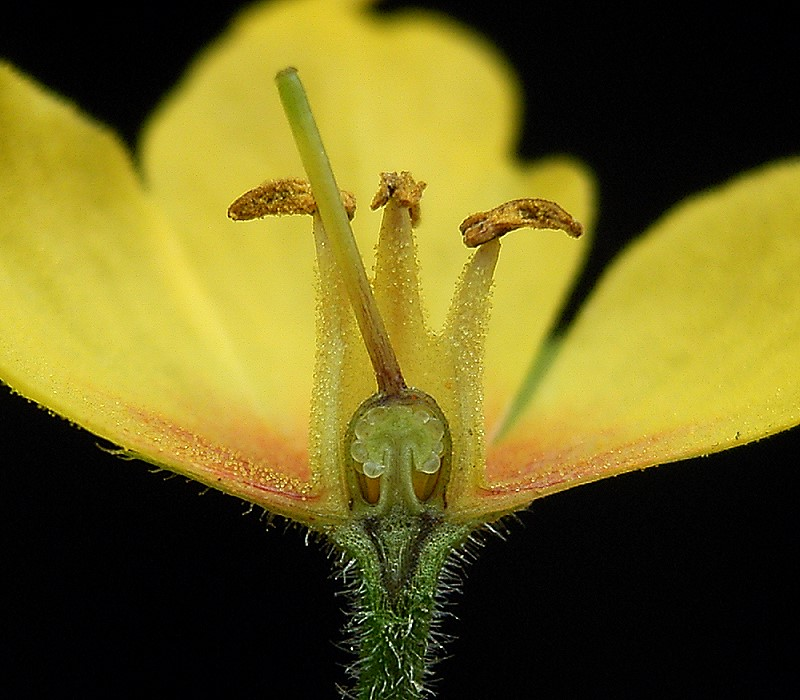
Schnitt durch die Blüte mit Staubblättern, Fruchtknoten und Griffel

### Vegetative Merkmale
Beim Punktierten Gilbweiderich handelt sich um eine ausdauernde krautige Pflanze, die Wuchshöhen von 50 bis 100 Zentimetern erreicht. Die meist in Gruppen wachsenden Pflanzen haben einen aufrechten und unverzweigten Stängel, der weich behaart und kantig ist.
Die zu dritt bis viert quirlig angeordneten Laubblätter sind in Blattstiel und -spreite gegliedert. Der Blattstiel ist nur kurz. Die einfache Blattspreite ist bei einer Länge von bis 7 Zentimetern sowie einer Breite von bis zu 3,5 Zentimetern eiförmig. Die Blattunterseite ist dunkel drüsig punktiert.

### Generative Merkmale
Die Blütezeit erstreckt sich über den gesamten Sommer von Juni bis August. Gegen das Stängelende werden die Blätter kleiner, und die Blüten sitzen zu dritt bis viert in den Blattachseln, nicht jedoch in kleinen gestielten rispigen Blütenständen wie beim Gewöhnlichen Gilbweiderich. Diese Anordnung wird auch als „durchblätterte Rispe“ bezeichnet. Der Blütenstiel ist 0,5 bis 1,5 Zentimeter lang.
Die zwittrigen Blüten sind radiärsymmetrisch und fünfzählig mit doppelter Blütenhülle. Die fünf Kelchblätter sind 6 Millimeter lang, rein grün und nicht rötlich berandet. Die fünf drüsig bewimperten, gelben Kronblätter sind nur an ihrer Basis verwachsen; an der Spitze sind sie manchmal rötlich gefärbt. Die Krone ist 10 bis 15 Millimeter lang. Die Staubfäden sind halb so lang wie die Krone und am Grunde der Krone inseriert, unten verbreitert und bis zur Mitte miteinander in eine, den Fruchtknoten umschließende Röhre verwachsen. Der fadenförmige Griffel ist so lang wie die Staubblätter und endet in einer kopfigen Narbe.
Die Kapselfrucht ist mit einer Länge von etwa 4 Millimetern kürzer als der Kelch. Die schwärzlichen Samen sind bei einer Länge von etwa 1 Millimetern dreikantig mit flachwarziger Samenschale.
Die Chromosomenzahl beträgt 2n = 30.

## Vorkommen
Der Punktierte Gilbweiderich stammt aus der Türkei und dem südlichen Europa. Sein Heimatgebiet reicht vom östlichen Mitteleuropa bis Südosteuropa, der Türkei und dem nördlichen Iran. In Nordamerika, in Nordeuropa und Westeuropa ist er ein Neophyt. Da er vollkommen frosthart ist, wird er aber in Mitteleuropa oft in Gärten kultiviert und kommt vielfach verwildert vor, in Deutschland beispielsweise überall außer im äußersten Nordosten. Er erreichte wahrscheinlich vor seiner Auswilderung in Salzburg und Piemont seine ursprüngliche westliche Arealgrenze.
Der Punktierte Gilbweiderich gedeiht am besten auf feuchten, nährstoffreichen, lehmig-tonigen Böden mit guter Humusführung in sommerwarmen Lagen. Er wächst an recht verschiedenen Standorten, wie nicht zu schattigen und feuchten Waldrändern, an Flussufern, in Ginsterheiden oder an Wegrändern. Man findet ihn in Mitteleuropa besonders in Gesellschaften des Filipendulion (nasse Staudenfluren) oder Aegopodion podagrariae vor.
Die ökologischen Zeigerwerte nach Landolt et al. 2010 sind in der Schweiz: Feuchtezahl F = 3+w (feucht aber mäßig wechselnd), Lichtzahl L = 3 (halbschattig), Reaktionszahl R = 3 (schwach sauer bis neutral), Temperaturzahl T = 4+ (warm-kollin), Nährstoffzahl N = 4 (nährstoffreich), Kontinentalitätszahl K = 4 (subkontinental).

## Systematik
Die Erstveröffentlichung von Lysimachia punctata erfolgte 1753 durch Carl von Linné in Species Plantarum, Tomus I, S. 147. Synonyme für Lysimachia punctata L. sind: Lysimachia verticillaris Spreng., Lysimachia verticillata Fiori.
Je nach Autor gibt es von Lysimachia punctata etwa zwei Unterarten:
- Lysimachia punctata L. subsp. punctata
- Lysimachia punctata subsp. tomentosa (Davidov) Peev (Syn.: Lysimachia punctata var. tomentosa Davidov): Sie kommt nur in Bulgarien vor.[3]

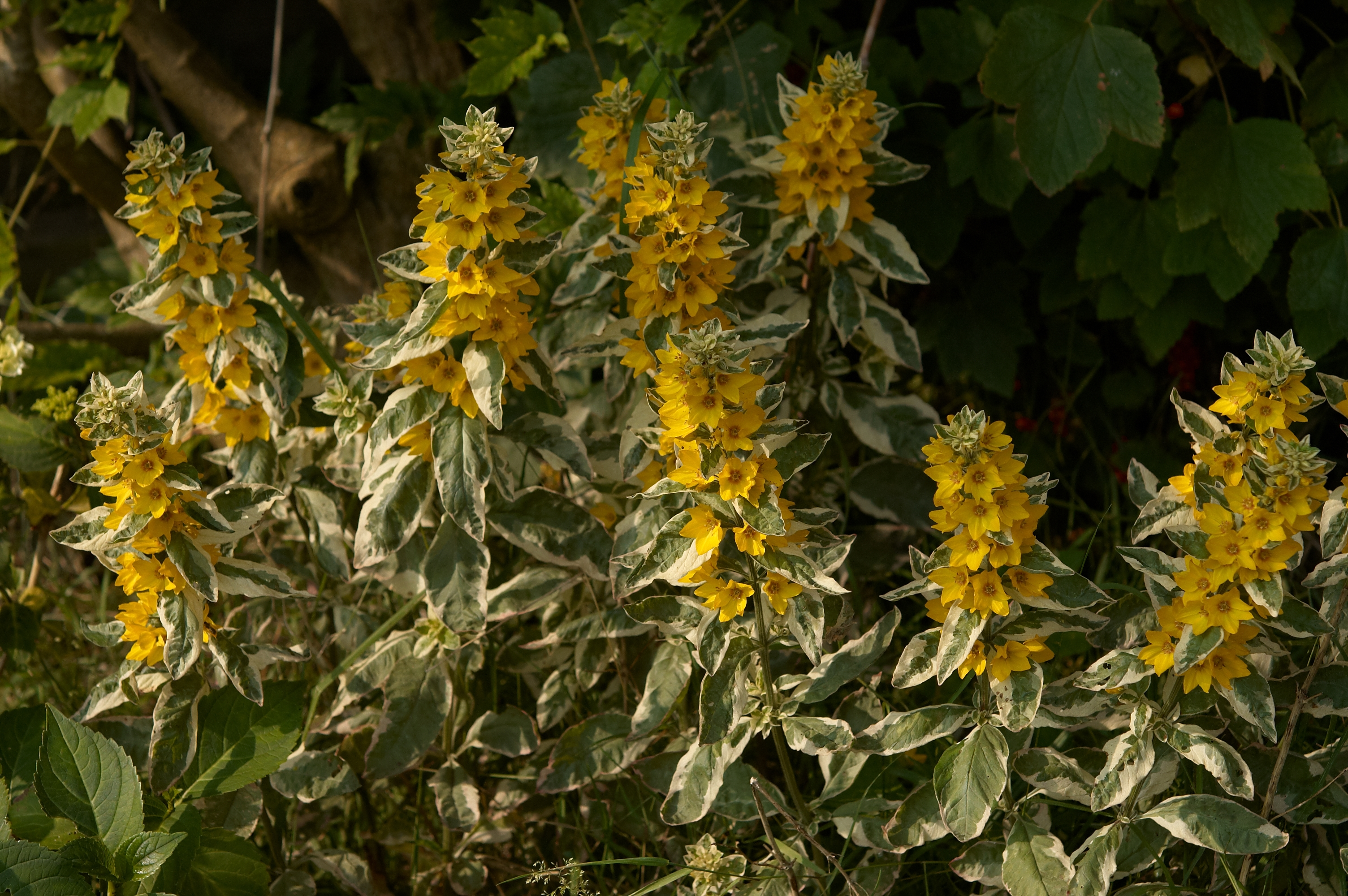
Die panaschierte Sorte ‘Alexander’

## Nutzung
Einige Sorten werden in Gemäßigten Gebieten als Zierpflanzen in Parks und Gärten verwendet.